# Garmin
Garmin International Ltd. je společnost, kterou v roce 1989 založili Gary Burrell a Min Kao (odtud název GarMin). Společnost se zaměřila na vývoj a výrobu civilních GPS přijímačů, které do té doby byly určené výhradně pro vojenské využití. Společnost se zaměřila na několik oblastí, pro které začala nabízet své výrobky využívající GPS: letecké, námořní, outdoorové, automobilové a letecké avioniky. Hlavní sídlo společnosti je ve státě Kansas, v USA. Největší výrobní závod, Garmin (Asia) Corporation je situován ve čtvrti Si-č' města Nová Tchaj-pej na Tchaj-wanu.

## Zakladatelé a původ společnosti

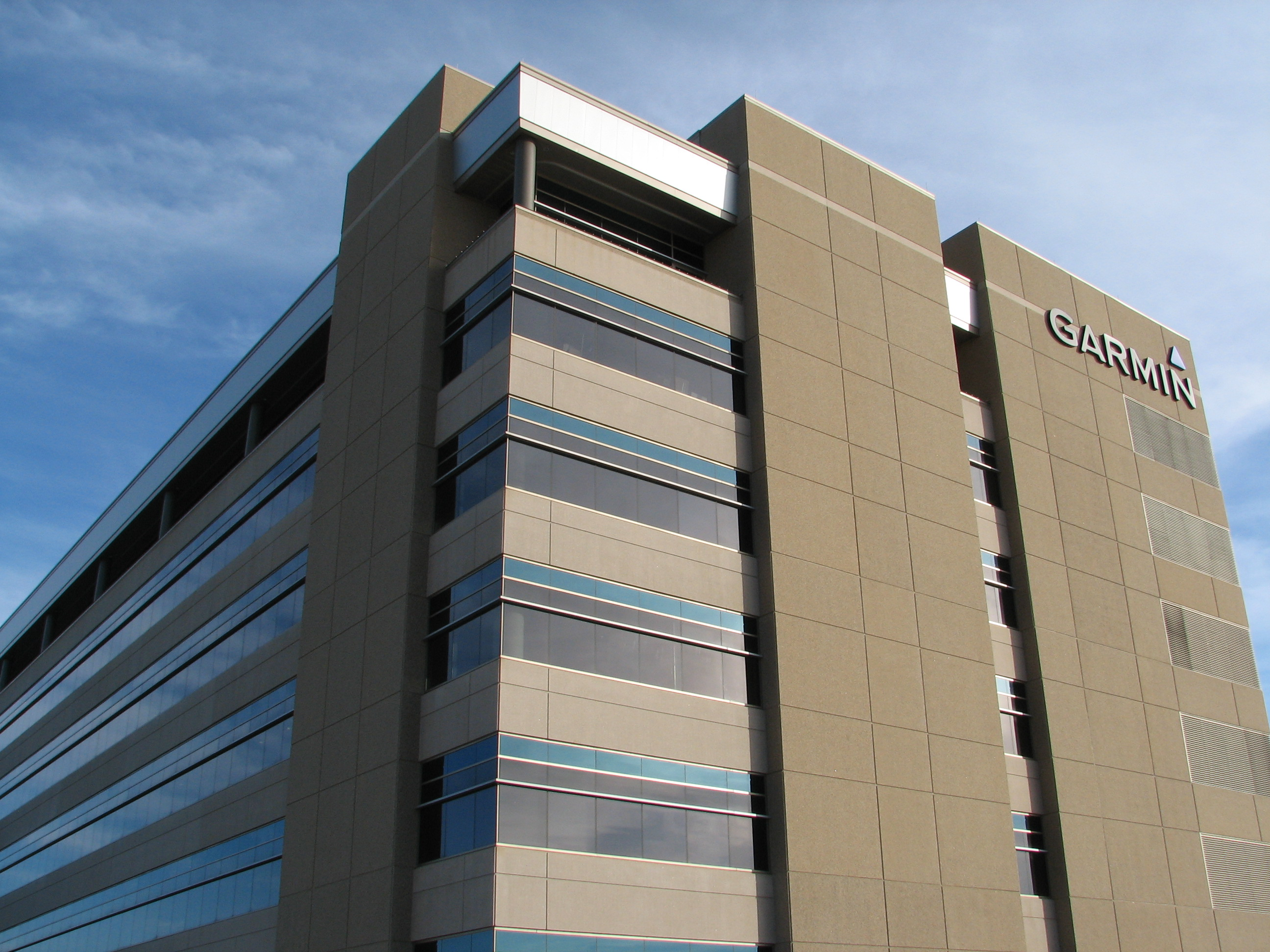
Sídlo společnosti

Gary Burrell, narozen 1937, vzděláním elektroinženýr, původně pracoval ve společnosti King Radio, výrobcem avioniky. Společnost se později spojila se společností Alied Corporation.
Min H. Kao (znaky: 高民環), se narodil roku 1949 v malém městě na Tchaj-wanu zvaném Ču-šan v okrese Nan-tchou. Po studiích na Národní tchajwanské univerzitě studoval ve Spojených státech na univerzitě v Tennessee. Následně pracoval pro NASA a Armádu Spojených států.
Kao byl najat Burrellem do pobočky bývalé King Radio, tehdy již jako Allied’s King, která měla na starost vývoj armádní navigace za použití systému GPS. Burrell opustil společnost v roce 1989. Systém GPS tehdy ještě nebyl plně funkční a byl upravován za pomoci raketoplánu Challenger. Ke zprovoznění došlo v květnu 1989.
Burrell sám neplánoval založit společnost, ale pokud by k tomu mělo dojít, tak jedině s Kaem. Oba se shodli, že budoucnost navigace spočívá ve využití družic GPS.
Původně založená společnost se jmenovala ProNav, ale protože konkurence začala používat název ProNav, změnili název na GARMIN, což je spojení prvních tří písmen ve jménech zakladatelů (GARy - MIN).

## Produkty

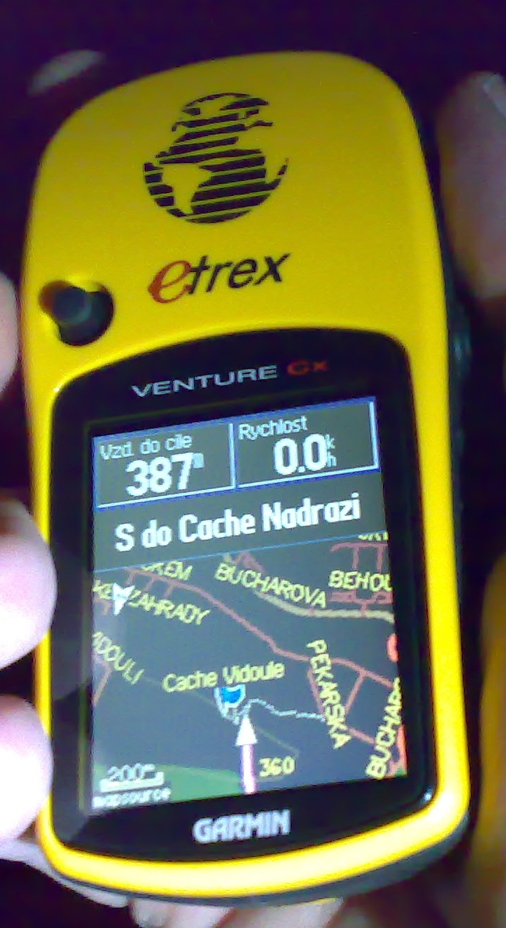
Turistický navigátor Garmin

V současné době se společnost zabývá výrobou a vývojem téměř veškerých typů navigačních GPS přijímačů. Kromě turistických navigátorů a automobilových zařízení nabízí také přístroje pro lodě, letadla a poslední dobou také sportovní elektroniku, mezi kterou patří chytré sportovní GPS hodinky, cyklistické GPS cyklopočítače nebo hodinky a měřící zařízení pro hráče golfu.
V segmentu náramkových doplňků (nošených na zápěstí) Garmin vyrábí sledovače aktivit a sportovní chytré hodinky zaměřené na činnosti, jako je běh, vodní sporty, golf, cyklistika a plavání se senzory měřícími srdeční frekvenci a signál GPS. Další modely přidávají přehrávání hudby přes Bluetooth, pulsní oxymetrii a bezkontaktní platby NFC (pomocí digitální peněženky Garmin Pay). V říjnu 2018 Garmin oznámil, že do svých sportovních GPS hodinek Garmin Fenix 5 Plus a Garmin Forerunner 645 Music integroval službu pro streamování hudby Spotify.
V oblasti turistických navigátorů, které se využívají hojně také pro hru Geocaching má Garmin dominantní postavení. V oboru přijímačů pro automobily se na trhu dělí především s konkurenční firmou TomTom, ale také Nokia, Blaupunkt, Mio, Navigon a dalšími.